# 12 studi per viola
I 12 studi per viola (in tedesco 12 Viola-Etüden) sono una raccolta di studi scritti e pubblicati da Franz Anton Hoffmeister intorno al 1800. Si tratta di una delle raccolte più significative di quel periodo nel suo genere, quando la letteratura didattica per viola ha cominciato a consolidarsi (anche se si dovrà attendere la fine del secolo perché essa si affermi rispetto alle trascrizioni dal violino).
Gli studi sono piuttosto musicali e affrontano problemi tecnici per entrambe le mani, riguardo alle arcate e alle diteggiature; la loro difficoltà è comparabile agli studi meno impegnativi tra quelli di Rode. Lo studio n. 4 in re maggiore contiene del materiale musicale in comune con il primo movimento del concerto per viola in re maggiore: le battute 55-63 dello studio sono pressoché identiche alle battute 139-147 del concerto (il solo in si minore nello sviluppo), mentre le battute 125-128 sono uguali alle battute 189-192 (materiale della coda). Lo studio n. 5 in sol maggiore è un tema con variazioni, particolarmente interessante ed adatto all'esecuzione in concerto. Il tema a doppie corde ha un andamento tranquillo (Andante), seguito da due interessanti variazioni più mosse (Allegro). La terza variazione ha una scrittura contrappuntistica a due voci, la quarta è in sol minore e la quinta torna in tonalità d'impianto; lo studio si conclude con l'esecuzione da capo del tema.
Gli studi di Hoffmeister sono stati incisi per la prima volta da Ashan Pillai nel 2004, insieme ai due concerti per viola (in re maggiore e in si bemolle maggiore) dello stesso autore. Nel 2025, il violista italiano Marco Misciagna ha realizzato una nuova incisione dei 12 studi di Hoffmeister.